# Contea di Anxin
La contea di Anxin (安新县S, ĀnxīnP) è una contea della Cina, situata nella provincia di Hebei e amministrata dalla prefettura di Baoding.